# Cornelia Linse
Cornelia Linse, född den 3 oktober 1959 i Greifswald i Tyskland, är en östtysk roddare.
Hon tog OS-silver i dubbelsculler i samband med de olympiska roddtävlingarna 1980 i Moskva.